# Jan Popelík
Jan Popelík, též psán Johann Popelik (23. prosince 1832 Praha – 1. prosince 1906 Praha) byl český malíř.

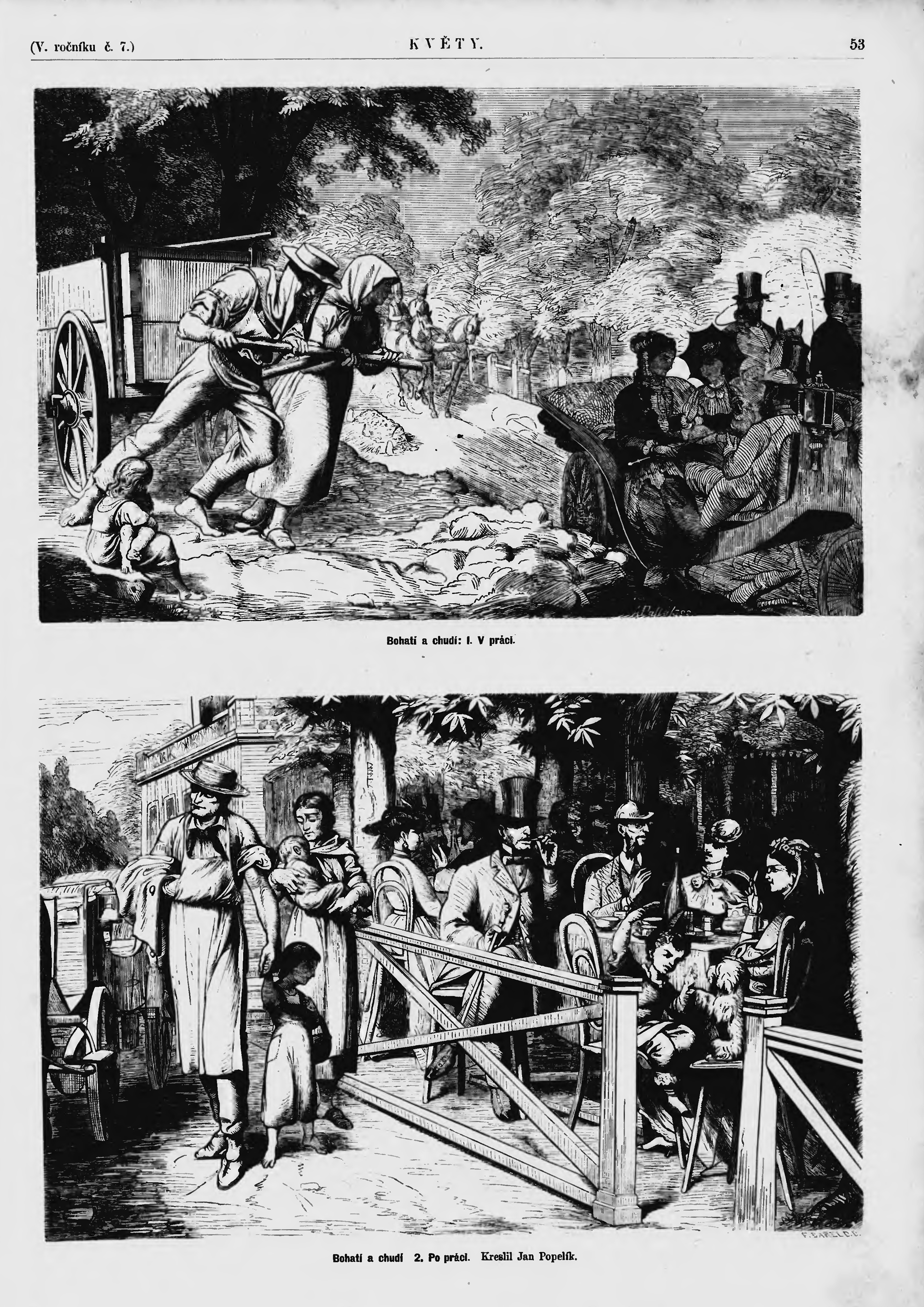
Jan Popelík: Bohatí a chudí (Květy, 1870)

## Život
Narodil se v rodině krejčovského mistra Jakoba Popelíka, majitele domu č. 146 v pražské Karlově ulici (1791-1866) a jeho manželky Veroniky (1795–1866); měl tři bratry a dvě sestry. (Oba rodiče zemřeli den po sobě v roce 1866 na choleru, v době její epidemie v českých zemích.)
Od roku 1847 studoval na pražské Akademii.
V 50. letech 19. století vyučoval kreslení na soukromé dívčí škole manželů Svobodových. Tuto žádanou školu navštěvovaly dívky z předních vlasteneckých rodin, jako Eliška Krásnohorská a její sestry Julie a Bohdana (Dorothea), dcera Karla Havlíčka Borovského Zdeňka, sestra Svatopluka Čecha Růžena Čechová, dcera Karla Jaromíra Erbena Blažena či neteře Františka Ladislava Riegra Bohumila a Božena Machačkovy.
Od roku 1889 byl chovancem pražského chorobince, který sídlil v bývalém augustiniánském klášteru na Karlově v Praze. V zahradě chorobince měl svůj ateliér, maloval však již pouze levou rukou.
V chorobinci též zemřel.

## Dílo
Jan Popelík je řazen mezi české žánristy 19. století, jako byli Antonín Dvořák, Quido Mánes a Antonín Gareis ml. Dobový tisk zaznamenával jeho žánrové obrazy, často s humorným nádechem, na výstavách.
Je autorem oltářní malby v rotundě svatého Kříže Menšího v Praze.